# کیم کیونگ-هون
کیم کیونگ-هون (انگلیسی: Kim Kyong-hun؛ زادهٔ ۱۵ ژوئیهٔ ۱۹۷۵) تکواندوکار اهل کره جنوبی است.